# HP Inc.
A HP Inc. (korábban a Hewlett-Packard rövidítése) egy amerikai multinacionális információtechnológiai vállalat, amelynek központja a kaliforniai Palo Altoban található, és amely személyi számítógépeket (PC-ket), nyomtatókat és kapcsolódó kellékeket, valamint 3D nyomtatási megoldásokat fejleszt.
2015. november 1-jén alakult, az eredeti Hewlett-Packard Company jogutódjaként, miután a vállalat vállalati termék- és üzleti szolgáltatási részlegeit új, tőzsdén jegyzett társasággá, a Hewlett Packard Enterprise- ként különítették el. A HP Inc. megőrzi a Hewlett-Packard 2015 előtti részvényárfolyam-történetét és korábbi részvényjegy-szimbólumát, a HPQ-t, míg a Hewlett Packard Enterprise saját szimbóluma, a HPE alatt kereskedik.

## Történelem
A HP Inc. korábban Hewlett-Packard néven volt ismert. A Hewlett-Packardot 1939-ben alapította Bill Hewlett és David Packard, akik 1935-ben szereztek villamosmérnöki diplomát a Stanford Egyetemen. A vállalat a kaliforniai Palo Altóban található HP Garage-ban indult. 2015. november 1-jén a Hewlett-Packardot átnevezték HP Inc.-re, a vállalat vállalati üzletágát pedig leválasztották, és átnevezték Hewlett Packard Enterprise-ra.

### Mint HP Inc.
2016 májusában a HP bemutatta az Omen néven ismert új PC-játék -almárkát ( a VoodooPC- hez kapcsolódó védjegyek újrafelhasználása ), beleértve a játék laptopokat és asztali számítógépeket (ez utóbbiak olyan opciókat kínálnak, mint a CPU vízhűtés és az Nvidia GTX 1080 grafikája, és népszerűsítette VR - readyként ) és egyéb kiegészítők (például monitorok), amelyek a piac igényeit szolgálják.
2017 novemberében a HP 1,05 milliárd dollárért megvásárolta a Samsung Electronics nyomtatórészlegét.
2021 februárjában a HP bejelentette, hogy 425 millió dollárért megvásárolja a Kingston játékrészlegét, a HyperX-et. Az ügylet csak a HyperX márkájú számítógép-perifériákat tartalmazza, a memóriát vagy a tárhelyet nem. Az eladás 2021 júniusában fejeződött be.
2022 februárjában a HP bejelentette, hogy felvásárolta az edinburgh-i székhelyű csomagolásfejlesztő vállalatot, a Choose Packaginget, hogy megerősítse képességeit a fenntartható csomagolás vertikumában.
2022 márciusában a HP bejelentette, hogy készpénzes tranzakció keretében felvásárolja a kaliforniai központú kommunikációs szoftver- és hardverszolgáltatót, a Poly Inc.-t. A HP szerint a megállapodásban szereplő készpénzösszeg részvényenként 40 dollár volt, ami 3,3 milliárd dollár teljes vállalati értéket jelent, beleértve a Poly nettó adósságát.

## Jelenlegi műveletek
A HP személyi számítógépeket (PC-ket), nyomtatókat és kapcsolódó kellékeket, valamint 3D nyomtatási megoldásokat fejleszt.
A 2022-es pénzügyi évben a 63 milliárd dolláros összbevétel tartalmaz 29,2 milliárd dollárt notebook számítógépek eladásából, 10,7 milliárd dollárt asztali számítógépek eladásából, 11,8 milliárd dollárt nyomtatókellékek eladásából, 4,2 milliárd dollárt pedig kereskedelmi nyomtatók és 2,9 milliárd USD-t a fogyasztói nyomtatók eladásából. 2022-ben a bevételek több mint 65 százaléka az Egyesült Államokon kívüli ügyfelektől származott. 

### Hangpartner
2015 márciusában a HP bejelentette, hogy a Bang & Olufsen lesz a vállalat új prémium audio partnere számítógépei és egyéb eszközei terén. A partnerséget a Beats Electronics váltotta fel, amely az Apple Inc. általi felvásárlásával ért véget.

## Fordítás
- Ez a szócikk részben vagy egészben  a   HP Inc. című angol Wikipédia-szócikk fordításán alapul.  Az eredeti cikk szerkesztőit annak laptörténete sorolja fel. Ez a jelzés csupán a megfogalmazás eredetét és a szerzői jogokat jelzi, nem szolgál a cikkben szereplő információk forrásmegjelöléseként.